# Mănăstirea Măgura Ocnei
Mănăstirea Măgura Ocnei este o mănăstire ortodoxă din România situată pe Măgura Ocnei din orașul Târgu Ocna, județul Bacău.

## Istoric

### Fondare

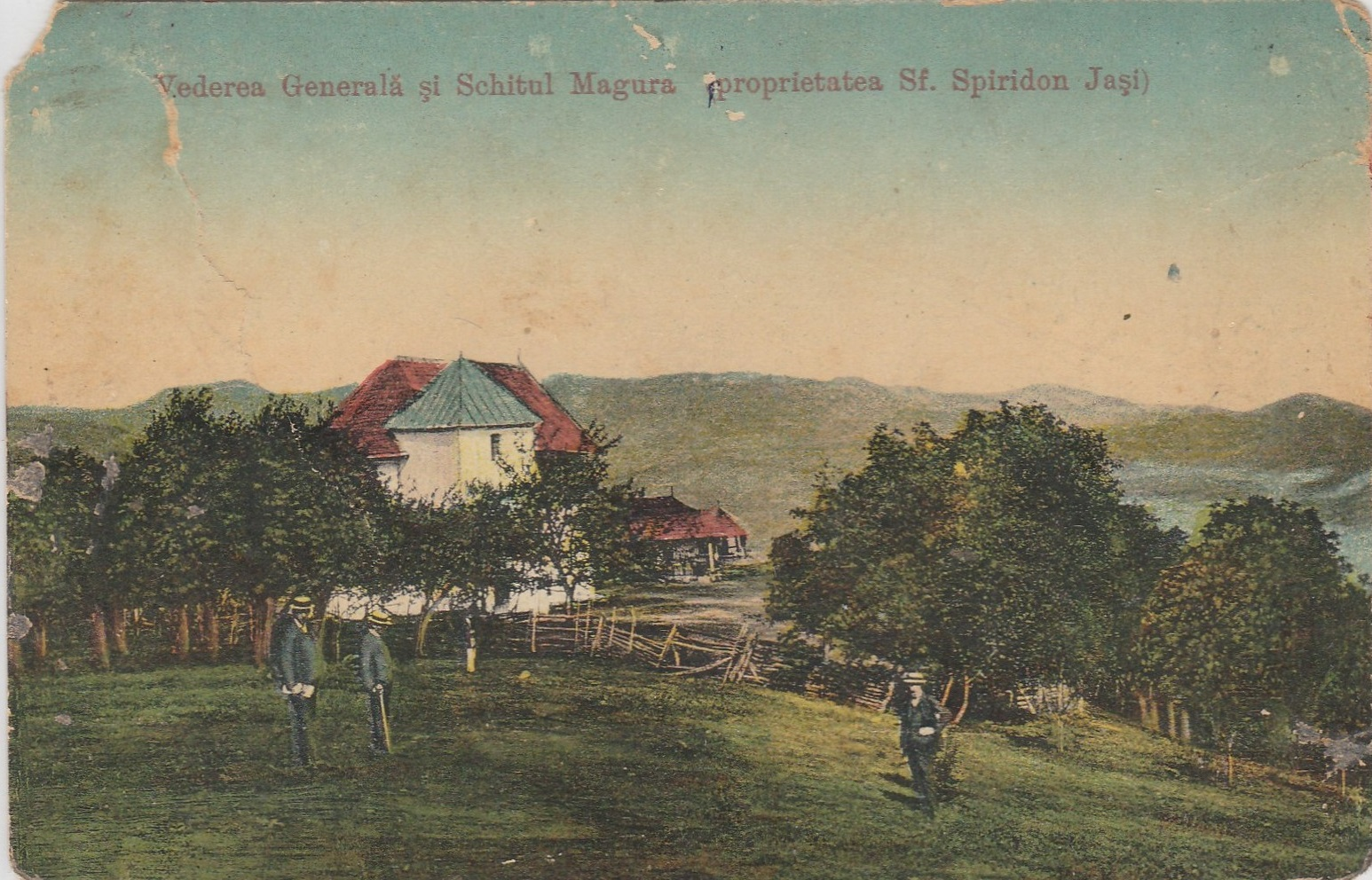
Schitul în preajma începutului secolului al XX-lea.

Într-un opis de documente ale schitului, aflat în fondul Epitropiei generale a Casei Spitalelor Sf. Spiridon din Iași, există rezumatele unor documente privind locurile de hrană, fânețele, curăturile și alte proprietăți ale schitului de pe moșia Ocnei, dintre anii 1557-1828.
Prima menționare a schitului a apărut într-un document din 13 noiembrie 1665 când Solomia, monahie, fiica lui C. Donosi din Dărmănești, a donat partea sa din moștenire către schit.
O altă donație, domnească, a fost primită de „sihăstriea ot ocnă” în preajma anului 1742, în vremea domniei lui Constantin Mavrocordat.
Prin hrisovul din 1 ianuarie 1757, Constantin Racoviță a donat spitalului „Sf. Spiridon” din Iași „toată moșia Târgului Ocnei cu dealul unde se scoate sare...”, drept care n-a fost recunoscut de nici unul dintre succesorii la domnie ai donatorului.
Pe la mijlocul secolului al XlX-lea, Epitropia Sf. Spiridon a redobândit „peste 800 fălci de pământ cu pădure și loc de hrană, precum fânețe și arătură”, pe care le-a stăpânit până la 1848.
În preajma anului 1757, schitul a devenit metoc al Epitropiei generale a Casei Spitalelor Sf. Spiridon și doar așa se poate explica faptul că, în pomelnicul acestei sihăstrii, Constantin Racoviță a apărut ca primul ctitor al așezământului monahal.

### Activitate
| “                         | Voind a vizita Măgura, m-am dus cu trăsura până la Troiță. De aice a trebuii să ne suim — eram mai mulți — pe gios pe cărare strimtă și stâncoasâ. Câte puțin-puțin, drumul fâcându-se mai greu, am început a simți obosirea, și când după cinci pătrare de oară am agiuns la sehăstrie, eram îndestul de osteniți, însă când, după atâte stânci pe care ne urcaserăm, am găsit verdeață, pomet și apă, când am văzut încântătoarea priveală ce se întinde de pe vârful muntelui acestui, am uitat toată osteneala suitului. Câțiva pustnici uitați de lume viețuiesc aice singurateci, în desăvârșită lipsă și nevoie. | ” |
| — Costache Negruzzi, 1852 | |   |

Arhimandritul Eustatie Popovici din Abrud, care a trăit mult timp în Moldova, cu preocupări în copierea de manuscrise, a copiat un Octoih mic în 1780, iar în 1781 un alt Octoih, amândouă la acest schit, unde se așezase către sfârșitul vieții.
Schitul a atras mulți vizitatori în trecut, printre care: Gheorghe Asachi, Constantin Negruzzi, Gheorghe Sion etc.
De-a lungul timpului, schitul a avut trei biserici construite succesiv.
Prima, cu hramul „Înălțarea Domnului”, a existat până pe la 1757, când cu sprijinul domnului Constantin Racoviță, s-a construit biserica cu hramul „Sf. Gheorghe”. Tot în 1757, schitul a primit un clopot mic, dus ulterior Ia Biserica Răducanu, făcut de Toader vtori (al doilea) „pitar”. Peste o jumătate de secol, schitul a intrat în posesia unui clopot mai mare, cu următoarea inscripție: „Acest clopot s-au făcut la Măgura Ocni Mare. Popa Io(a)nichi, anul 1801”. Schitul a mai avut și un clopot mijlociu (din 1884).
Biserica s-a ruinat, fiind ridicată o alta nouă cu hramul „Buna Vestire” în anul 1803, de către arhimandritul Iacov. Într-o însemnare din 5 decembrie 1803 apare că „toată averia pomenitului arhimandrit după moartea sa” o face danie Mănăstirii „Sfântului Spiridon” din Iași fiindcă și „schitul este afierosit mitoh pomeniți măn(ăstiri)”.
În catagrafia din 1809 au fost menționați: ieromonahii Ioanichie și Ghenadie și monahii Atanasie, Visarion, Ioanichie și Nicodim. În catagrafiile din 1820 și 1828, Schitul Măgura avea 6, respectiv 14 poslușnici.
În anul 1830, Epitropia Sf. Spiridon a trimis la schit pe ierodiaconul Isaia pentru a se îngriji de averea schitului în locul lui Iacov, care era bătrân și locuia mai mult în casa parohială a Bisericii „Sfânta Treime” din Gura Slănicului.
Între urmașii lui Iacov și ierodiaconul Isaia, nacealnicul schitului, a început un proces care a durat până în anul 1843, încheindu-se în favoarea schitului. Astfel, urmașii arhimandritului Iacov trebuiau să restituie schitului lucrurile luate prin abuz.
Printre vechii stareți au fost: arhimandritul Grigore Stoenescu (1870-1890), protosinghelul Gherasim Stoenescu (1890-1907), protosinghelul Ionarie Popescu (1907-1919) și arhimandritul Grigore Popovici (1919-1939). Corpul de case construit în anii 1920-1922 a fost donat de arhimandritul Grigore Popovici către Epitropia Sf. Spiridon. După plecarea acestuia, schitul a început să se ruineze.

### Primul Război Mondial și ulterior

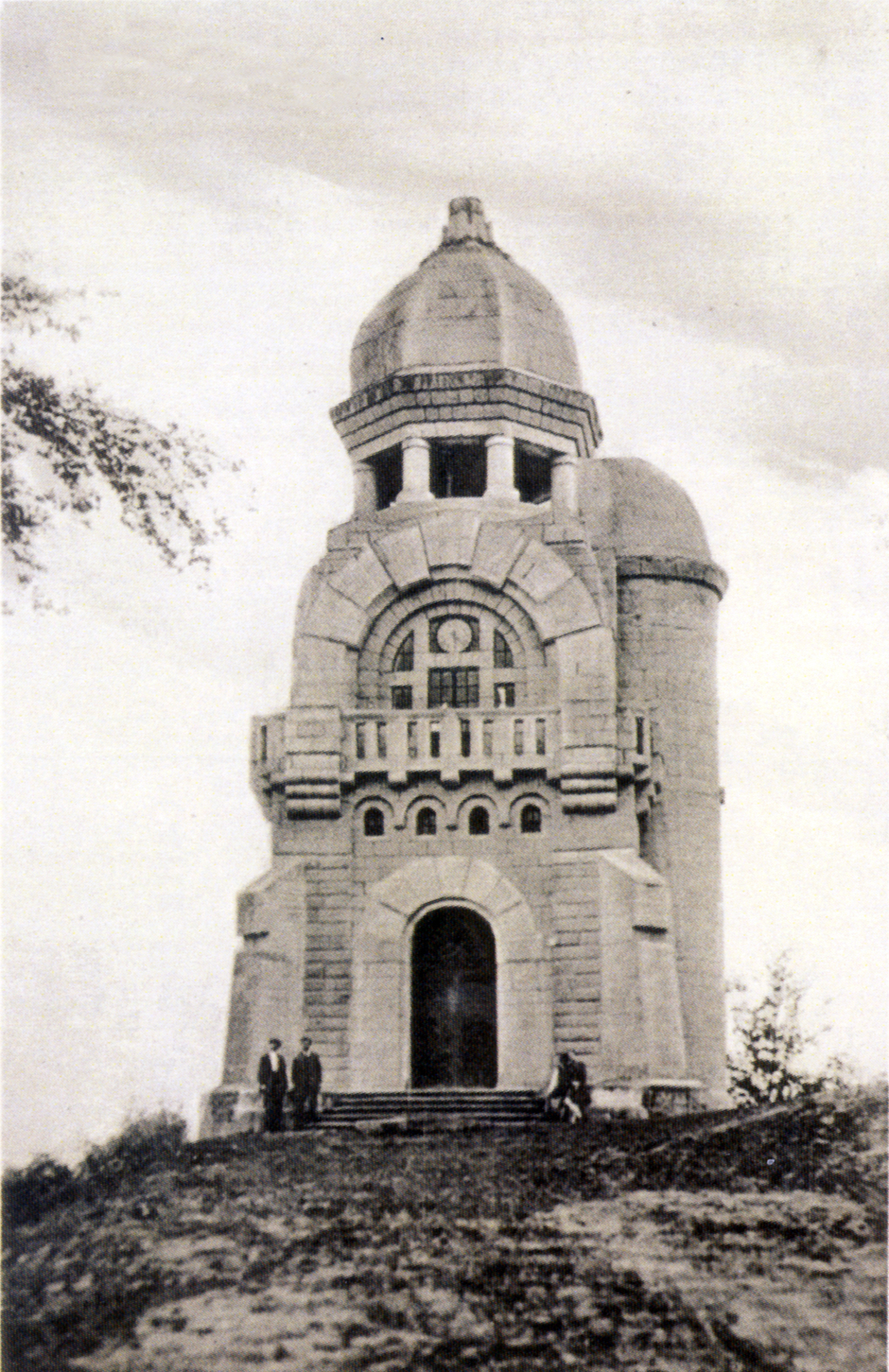
Monumentul Eroilor de pe Măgura Ocnei, construit între 1925-1928, lângă schit (aici în 1929).

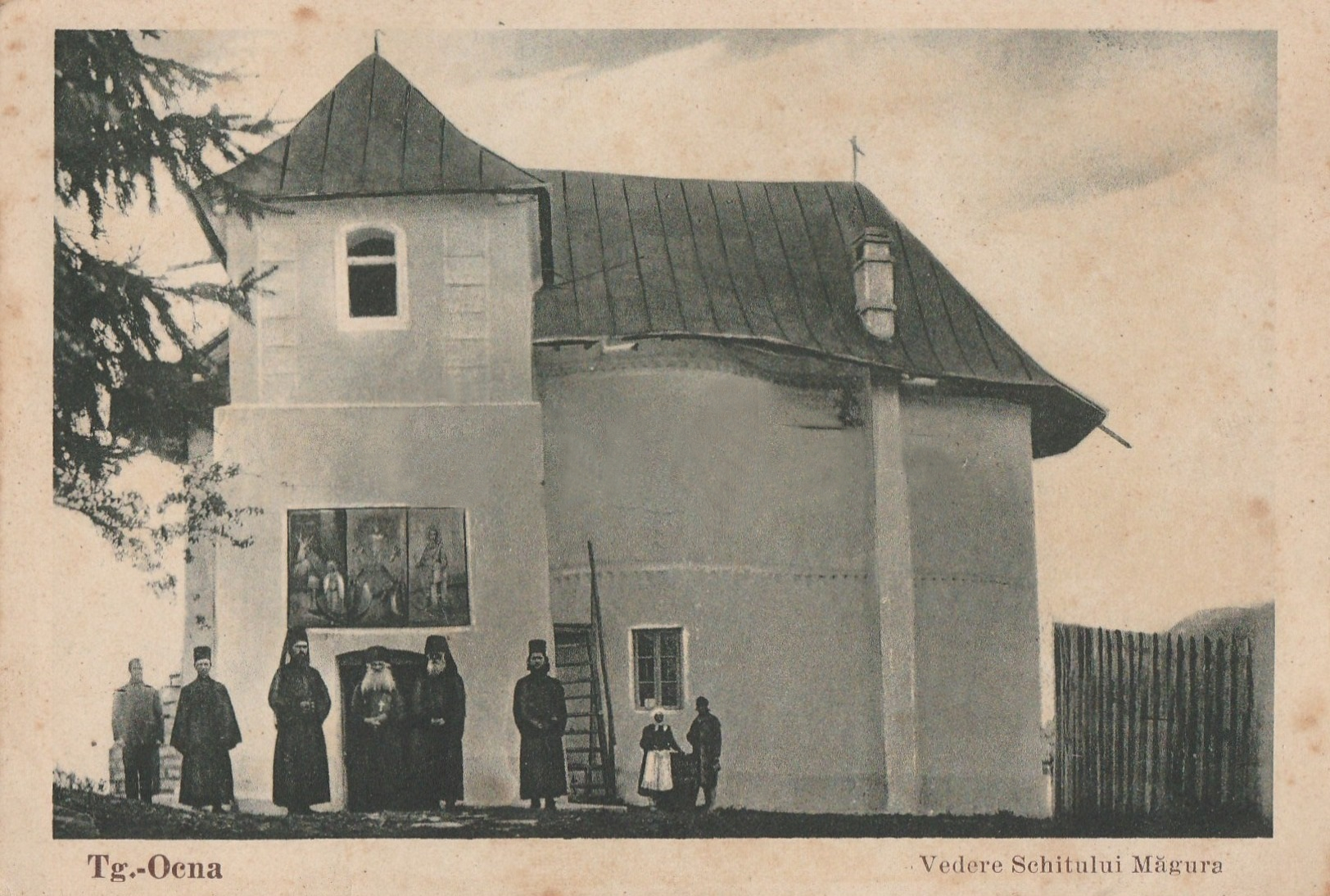
Biserica în 1934

În timpul Primului Război Mondial, cu Lupta de la Cireșoaia (1917), în incinta schitului s-a amenajat un post de ajutor regimentar, unde sute de răniți din regimentele: 15 Războieni-Piatra Neamț, 27 Infanterie-Bacău, 8 Vânători-Cernăuți, Batalionul vânătorilor de munte, Regimentele 4 și 8 Artilerie Română au primit primele ajutoare medicale, în întregul așezământ (chiliile, curtea, biserica) fiind găzduiți răniții.
Schitul a fost bombardat, însă nu a putut fi distrus.
După război, în apropierea schitului, s-a construit în memoria ostașilor români căzuți în vara anului 1917, Monumentul Eroilor de pe Măgura Ocnei. În interiorul acestuia, la primul etaj, a fost amenajat un mic muzeu cu exponate și fotografii de epocă.
S-au realizat reparații în anul 1923, însă insuficiente. Astfel, în 1938, Nicolae Iorga, președintele Comisiei monumentelor istorice, a întocmit un memoriu istoric, însoțit de documentație foto și grafică, prin care a cerut contribuția și colaborarea Epitropiei Sf. Spiridon la repararea bisericii și a stăreției Schitului Măgura Ocnei.
| “                                    | Datele prezentate despre străvechea sihăstrie ne dovedesc, încă de un cuib de anahoreț, care odinioară în ceasuri de răgaz, din înălțime amețitoare, putea să se împărtășească și dănșii în a lor singurătate, de minunatele priveliști ale îndepărtărilor, clipind în apus de văpăi de foc, în răsărit de geni de delicată lumină, iar iarna acoperite de nevinovata mantie a zăpezii. O prăpastie adâncă îi despărțea de orășelul, ce se vedea jos sub picioarele lor, ca un furnicar de așezări nevolnice omenești. | ” |
| — preotul Constantin Bobulescu, 1946 | |   |

Preotul Constantin Bobulescu a găsit în perioada interbelică un fond bogat de carte veche păstrat la schit: Liturghie de București din 1746, Apostol de Buzău din 1743, Mineie de Râmnic din anii 1778-1780, Apostol de Râmnic din 1794, Apostol de Iași din 1756, Psaltire de Iași din 1743, Liturghie de Râmnic din 1787, Cazanie de Râmnic din 1781, Penticostar de București din 1743, Molitvenic de Brașov din 1811 și altele. Cărțile conțineau multe însemnări care priveau și alte biserici din: Târgu Trotuș, Căiuți, Poiana, Bălăneasa, Văsiești și altele. Cele mai multe sunt din secolul al XVIII-lea, când schitul era și un centru de copiere al manuscriselor.
În incinta așezământului se găsește și cavoul familiei lui Gheorghe Sion, care a avut proprietăți în Târgu Ocna, Brătești și Slănic-Moldova, donând mai multe terenuri schitului. Aici este înmormântat „George Sion, cetățean de onoare al Clujului și Tg. Ocnei, 1855-1944”. În pisanie a fost consemnat: „Numele lui Sion va trăi în istoria perpetuă a Universității Ardelene. Dr. Iuliu Hațieganu Rectorul Universității Cluj-Sibiu 1942 mai 5”.

### Desființare
După al Doilea Război Mondial așezământul a devenit schit de maici, redresându-se până în 1964, când autoritățile au hotărât demolarea sa.
Bucătăria și trapeza au fost transformate în restaurant, atelierul de țesătorie a devenit sală de dans, cimitirul a devenit teren de fotbal, iar chiliile au fost transformate în spații de cazare. 

### Reînființare

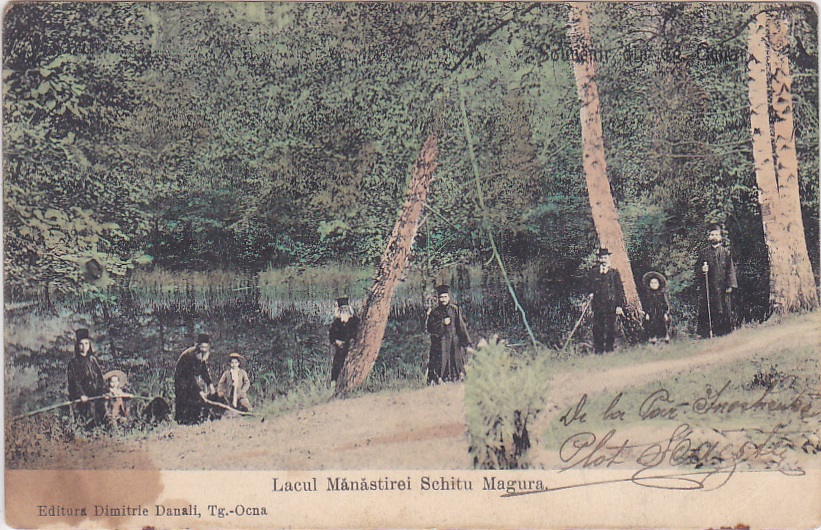
Lacul schitului în 1910

Din 1990, din inițiativa credincioșilor și cu sprijinul Episcopiei Romanului și Hușilor, s-a construit o biserică nouă, cu hramul „Înălțarea Domnului”, ulterior fiind ridicat la rangul de mănăstire. Prin arhimandritul Epifanie Bulancea s-au construit biserica, paraclisul, o biserică din lemn cu hramul „Adormirea Maicii Domnului” în cimitirul mănăstirii, chilii, stăreția și alte anexe, iar pictorii Ioan și Petru Pașcu au pictat, între aii 1994-1997, biserica și paraclisul.
Actuala biserică este o construcție masivă în formă de cruce, realizată din cărămidă și piatră. Naosul are absidele largi și este luminat, ca și altarul spațios, de ferestre cu vitraliu. Pe naos există o turlă, poligonală în exterior, luminată de patru ferestre. Sub cornișa cupolei apar ocnițe pictate, pe fațadele exterioare. Pridvorul închis și pronaosul sunt luminate de ferestre poziționate la sud și nord. Intrarea în pridvor, ca și cea în pronaos, se face prin uși din lemn de stejar, sculptate pe ambele fețe. Pardoseala a fost realizată din marmură. Pictura a fost executată în tehnica frescă. Acoperișul bisericii este cu streașină foarte largă, în stil moldovenesc.
Mai există o clădire cu parter și două etaje, cu paraclis pictat.
Clopotnița, realizată din zidărie, are pe structura anterioară un gang de intrare și câte două încăperi laterale.
Lângă mănăstire se află un iaz vechi.

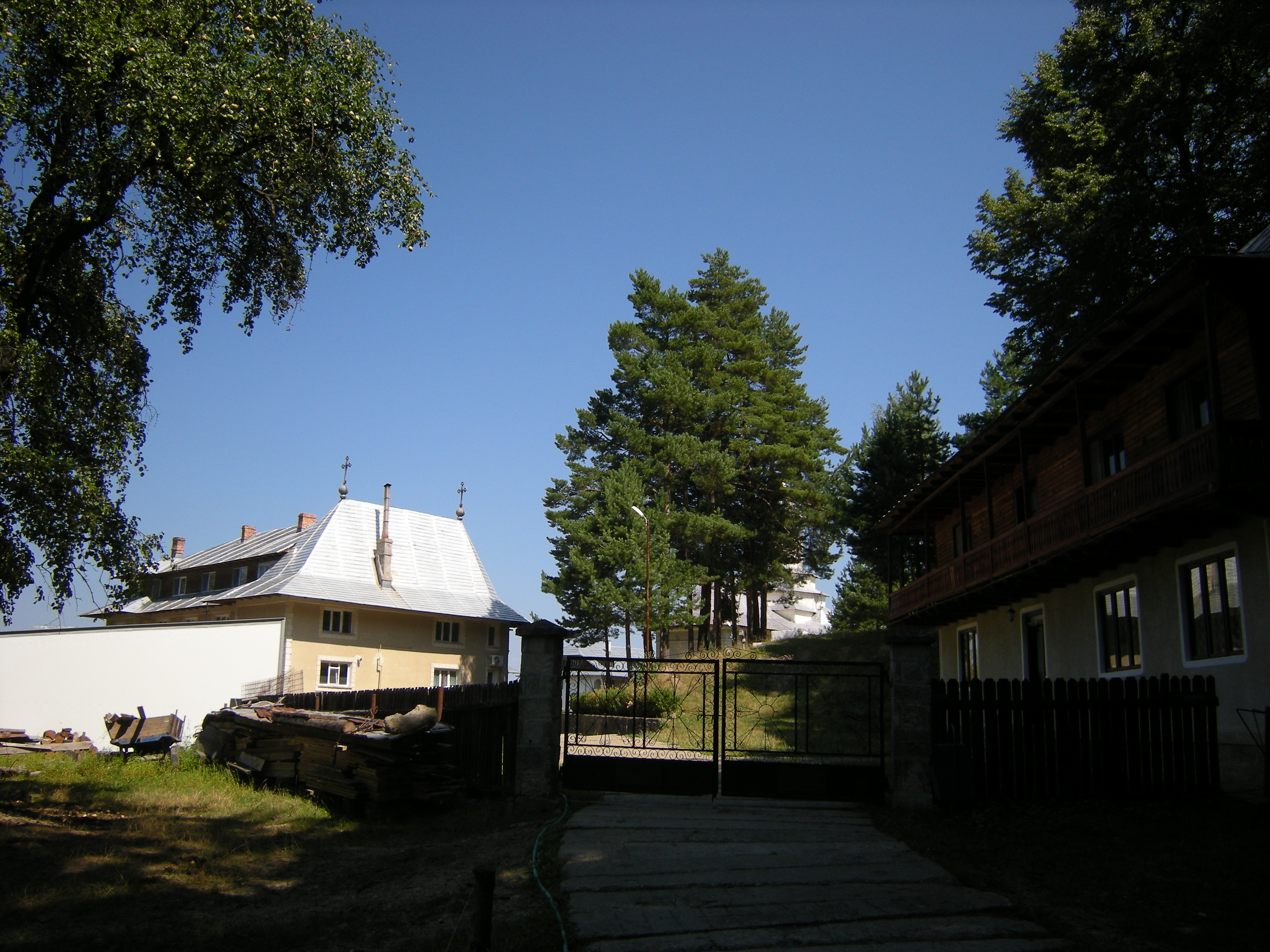
Mănăstirea văzută din exterior
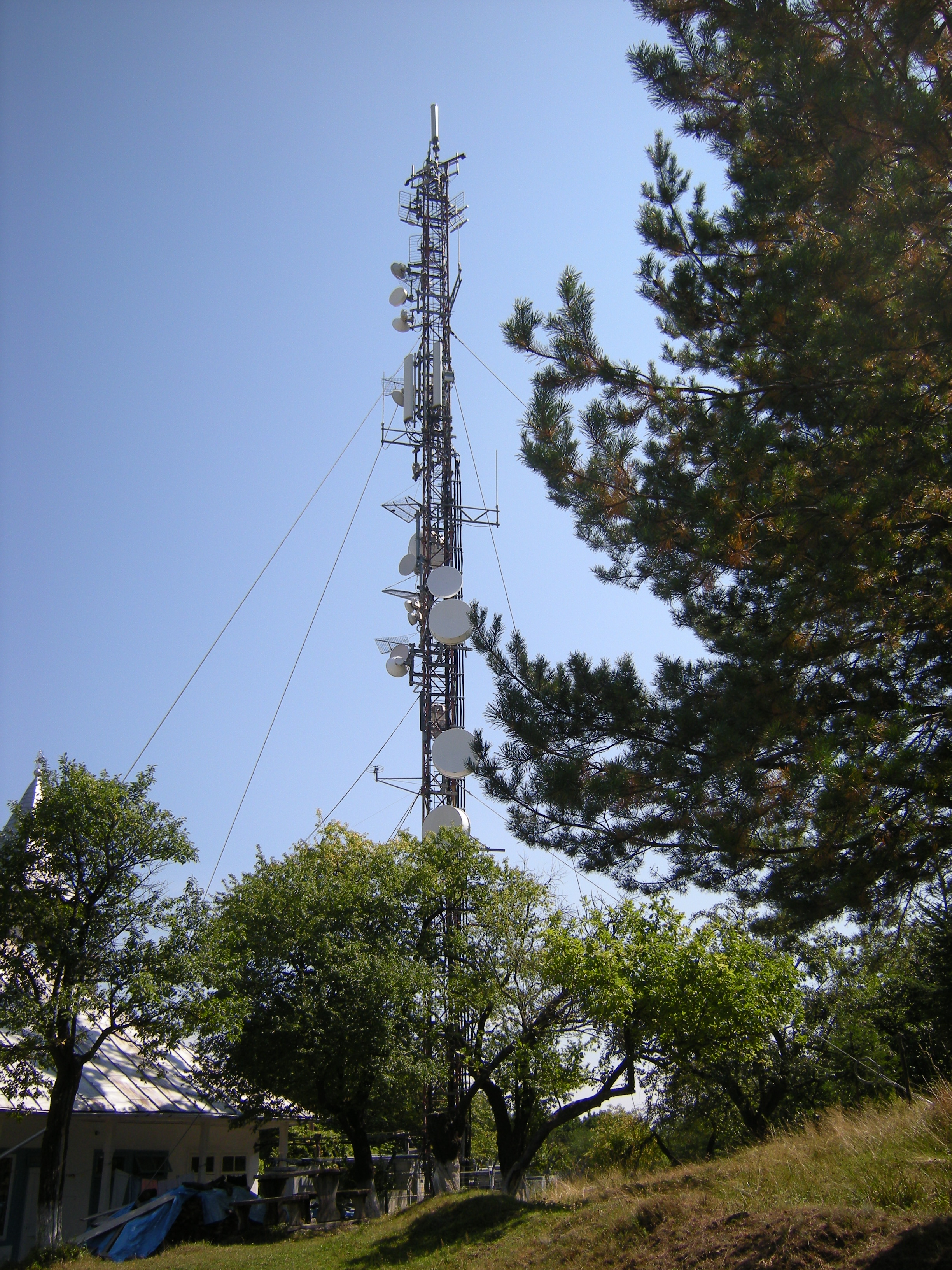
Unul dintre turnurile de telefonie mobilă/internet/televiziune.
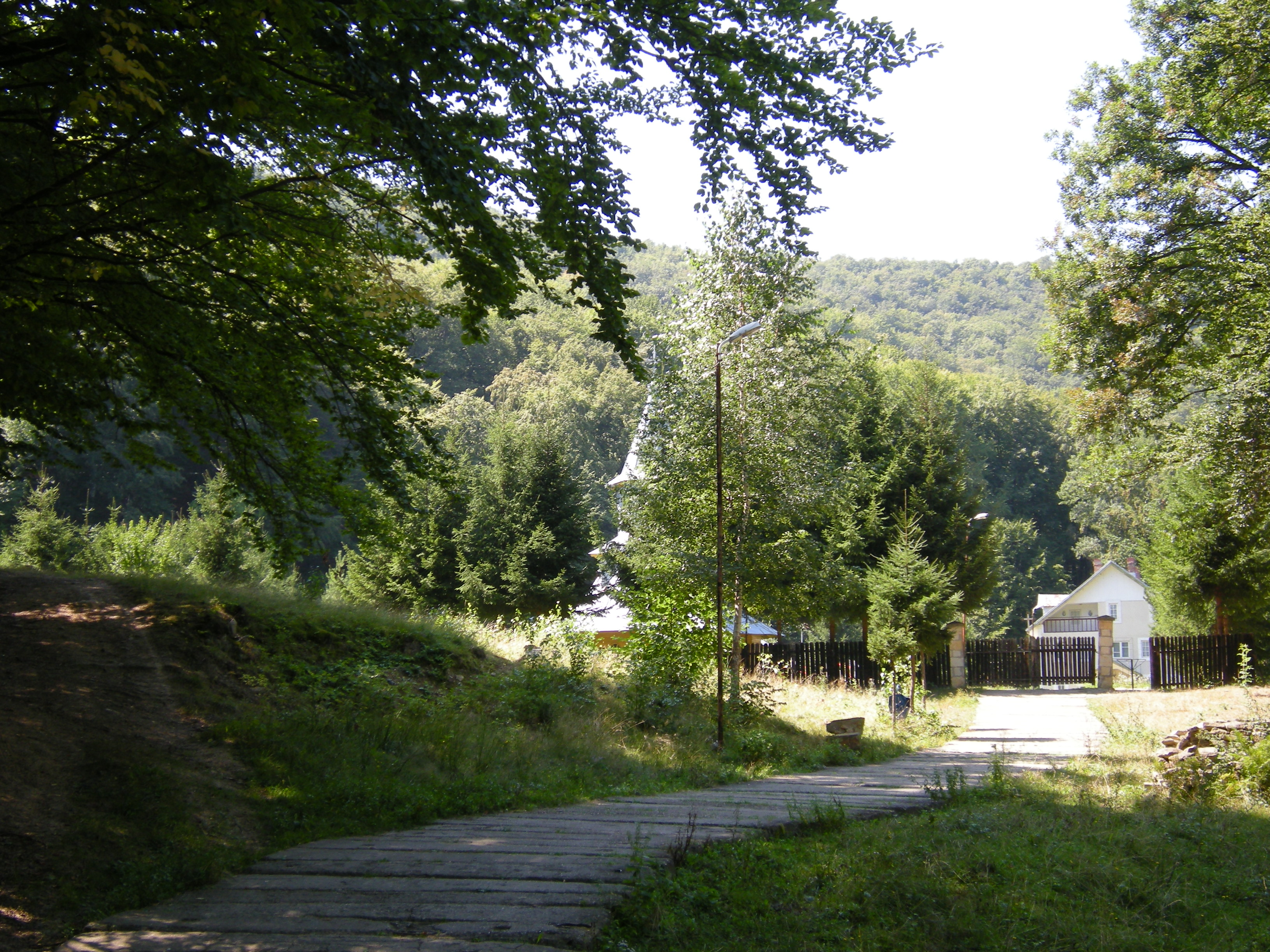
Biserica nouă, cu hramul „Înălțarea Domnului” din cimitir
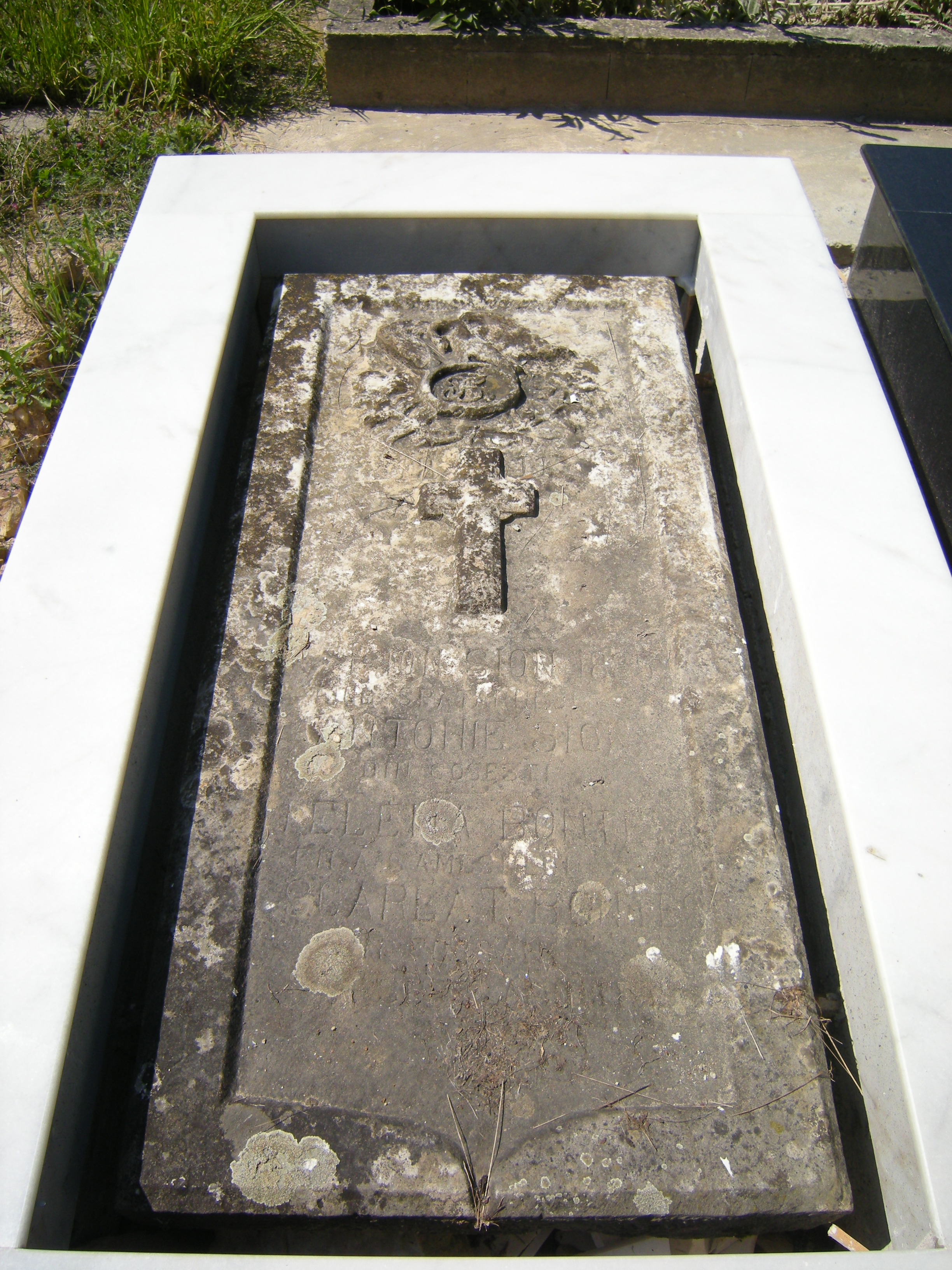
Placa mortuară a scriitorului Gheorghe Sion.